# Pteroptrix addenda
Pteroptrix addenda är en stekelart som först beskrevs av Girault 1930.  Pteroptrix addenda ingår i släktet Pteroptrix och familjen växtlussteklar. Inga underarter finns listade i Catalogue of Life.